# نسالتسه
نسالتسه (به صربی: Nesalce) یک منطقهٔ مسکونی در صربستان است که در بوجانوواچ واقع شده‌است. نسالتسه ۱٬۲۰۳ نفر جمعیت دارد.